# جائزة هولندا الكبرى 1963
جائزة هولندا الكبرى 1963 هو سباق فورمولا 1 أقيم بتاريخ 23 يونيو 1963 في حلبة بارك زانتفورت، هولندا. كان الثالث من أصل 10 في بطولة العالم لسباقات الفورمولا واحد موسم 1963. حلّ البريطاني جيم كلارك أولا بينما جاء الأمريكي دان جورني في المركز الثاني وحصل على المركز الثالث البريطاني جون سورتيس.